# Xabier Azkargorta
Xabier Azkargorta (sinh ngày tháng năm 19) là một cựu cầu thủ và huấn luyện viên bóng đá người Tây Ban Nha. Ông từng dẫn dắt Đội tuyển bóng đá quốc gia Bolivia (1993-1994, 2012-2014), Đội tuyển bóng đá quốc gia Chile (1995-1996).